# Hyesim Chingak
Hyesim Chingak, kor. 혜심진각 (ur. 1178, zm. 1234) – koreański mistrz sŏn.

## Życiorys
Pochodził z rodziny Ch'we, urodził się w okręgu Hwasun w pobliżu klasztoru Susŏn. Już w dzieciństwie pragnął zostać mnichem, lecz powstrzymywał go ciągły sprzeciw matki. Zaczął się więc kształcić w standardowym wówczas konfucjańskim kierunku. Jednak przez cały czas pilnie czytał buddyjskie sutry i śpiewał dhārani w sanskrycie. Gdy miał 24 lata zmarła jego matka i wreszcie mógł spełnić swoje marzenie.
Zaraz po spełnieniu obowiązków pogrzebowych przyjął święcenia mnisze od mistrza sŏn Chinula i wkrótce został jego najbliższym uczniem. Praktykował bardzo mocno; pewnego razu podczas wielkiej śnieżycy wszedł w samādhi i został całkowicie zasypany śniegiem. Życie uratowali mu jego towarzysze, odkopując go.
W 1208 r. Chinul miał już dostateczne zaufanie do zdolności Hyesima i odszedł na stałe odosobnienie w Kyubong am. Jednak sam Hyesim był wówczas tak niechętny prowadzeniu wspólnoty, że sam także udał się na odosobnienie na górę Chiri. Dopiero po śmierci Chinula w 1210 r. Hyesim został zmuszony królewskim rozkazem do powrotu do Susŏn sa (sa = klasztor) i pełnienia funkcji duchowego przywódcy tej wspólnoty.
Jego działalność spowodowała dalszy jej rozkwit. Prawdopodobnie wspólnota liczyła wówczas ok. 1000 członków i klasztor był w ciągłej rozbudowie. Hyesim kroczył drogą wytyczoną przez swego nauczyciela, którego czcił do końca swego życia.
Cieszył się sławą i był nauczycielem nawet osób praktykujących w pięciu scholastycznych czy też doktrynalnych szkołach. Za swojego mistrza uważali go także król i premier. Hyesim uważał, że oświecenie nie jest zależne od płci, statusu społecznego czy nawet ordynacji. Gdy kobiety pisały do niego o swoich aspiracjach związanych z praktyką sŏn i niemożności ucieczki od swoich rodzin, zachęcał je do codziennej praktyki kunganowej. Zachęcał zarówno mniszki, jak i kobiety świeckie do praktyki ze zrozumieniem, iż kobiety mogą osiągnąć oświecenie w tym życiu i naprawdę nie muszą czekać na odrodzenie się w ciele mężczyzny, jak to było w tym czasie ogólnie głoszone. Był mistrzem, który dopuszczał kobiety na letnie odosobnienia medytacyjne na dokładnie takich samych warunkach, jak i mnichów.
Pewnego dnia, gdy przebywał w Pomun sa (także związanym z osobą Chinula), napisał wiersz:
| W tym cichym pokoju Długo myślałem o mym starym mistrzu. Jego kokon pozostał w tych górach. Jestem wciąż zasmucony, że zmarł nie mając jeszcze pięćdziesiątki, Obrabowany ze swojej starości I niezdolny do zobaczenia czasu, gdy nasza ścieżka rozkwita. |

Jego największym dziełem było skompletowanie w 1226 r. pierwszego w Korei zbioru konganów Sŏnmun yŏmsong chip.
24 ostatnie lata życia spędził w klasztorze Songgwang, w którym był mistrzem sŏn. 
Otrzymał tytuł narodowego nauczyciela (kuksa) i imię Chingam.

## Linia przekazu Dharmy
zobacz: Chinul